# Ferreras de Abajo
Ferreras de Abajo és un municipi de la província de Zamora de la Comunitat Autònoma de Castella i Lleó situada al nord-oest d'Espanya, a prop de la frontera amb Portugal. Està situat en la comarca de Tábara de la mateixa província.

## Geografia
En els terrenys més humits creixen prats, regats per les aigües del riu Castrón, afluent del riu Tera per la dreta en la conca del riu Esla, que neix en la part nord de la Sierra de la Culebra.

## Descripció
No es conserven monuments importants, ja que l'església s'ha alzat de nova planta i l'ermita ha patit diverses reconstruccions. Pel que sembla, històricament, la parròquia primitiva es trobava molt separada de la resta d'edificis. Com que les campanes no se sentien, es construí entre les mateixes cases un campanar amb formes d'espadanya triangular. En l'actualitat, al centre de la localitat existeix un temple nou, dissenyat pel cura Miguel Morán Fernández i inaugurat el 1981.
"La Ermita del Cristo" es troba en una petita plaça no gaire lluny de l'església, consta de tres naus restaurades i una torre moderna. Al seu interior es ret culte, entre altres escultures, a una imatge del Crucificat del segle xvii.

## Demografia
| 1991 | 1996 | 2001 | 2004 |
| ---- | ---- | ---- | ---- |
| 669  | 662  | 627  | 635  |

## Història
Es calcula que fa aproximadament 2250 anys es van instal·lar en aquest poble els Romans i 1200 anys més tard els monjos Cistercencs rebent aquestes terres de la Carballeda, i és en la zona del Casal on es fixà la població antiga.
Més tard, Moreruela crea una de les granges de la seva colonització precisament en Ferreras de Abajo i en 1125 amb motiu de la visita del Cardenal Jacinto al concili de Valladolid, se cita la villa de Ferreras de Abajo i, a més, la butlla del Papa Alejandro III. Amb aquesta butlla es pretenia protegir els dominis del monestir de Moreruela, i així va seguir amb els regnats d'Alfons VII i Ferran II.
Las ventas de Ferreras de Abajo i les restes de l'ermita al costat d'aquestes, són una referència constant dels temps passats. Poc se sap de l'Orcejón i del Casal però a poc a poc es van omplint les grans llacunes d'aquests llocs, ahir viles més tard granges dels laboriosos monjos Cistercencs, més tard terres del Comte de Benavente que fins al S. XIX tenia el dret de presentació en l'Església i que formava part de la Provincia de Benavente fins al naixement de les actuals províncies.
Només es troba una referència a aquest municipi conegut com a "Herreras de Encina"

## Població
Segons dades de l'INE de 2006, Ferreras de Abajo té una població de 619 habitants, població que es veu quasi triplicada en l'època d'estiu degut al turisme procedent de les grans ciutats amb habitants que van emigrar del mateix municipi.
La mitjana d'edat es troba entorn dels 50 anys, fet que fa pensar que en pocs anys serà una població envellida. Gràcies al turisme rural i al treball en les muntanyes dels voltants, la despoblació serà una mica més lenta del que cap esperar.

## Activitats Principals
Agricultura majoritàriament de cereals, tallers i un laboratori d'herbes medicinals.

## Serveis
Compta amb diverses botigues de comestibles, tres bars, una farmacia, saló social, una fàbrica d'envasament de plantes medicinals que dona feina a 25 persones, dues carpinteries, una fàbrica d'embotits, una marmoleria i una residència de la tercera edat oberta fa poc.

## Festes Patronals
- Festivitat de Sant Isidre, el 15 de maig, patró dels agricultors.
- Sant Joan, el 24 de juny.